# Garmsir (dystrykt)
Garmsir – dystrykt (powiat) leżący w południowej części afgańskiej prowincji Helmand. Zamieszkiwany jest przez 99% Pasztunów i 1% Beludżów. W 2002 populacja powiatu liczyła 74800 ludzi. Osady są założone wzdłuż rzeki Helmand, resztę dystryktu pokrywa półpustynia. Główne miasto Garmser zlokalizowane jest w północnej części powiatu. Głównym źródłem dochodu mieszkańców dystryktu jest rolnictwo.